# Hugh McCulloch

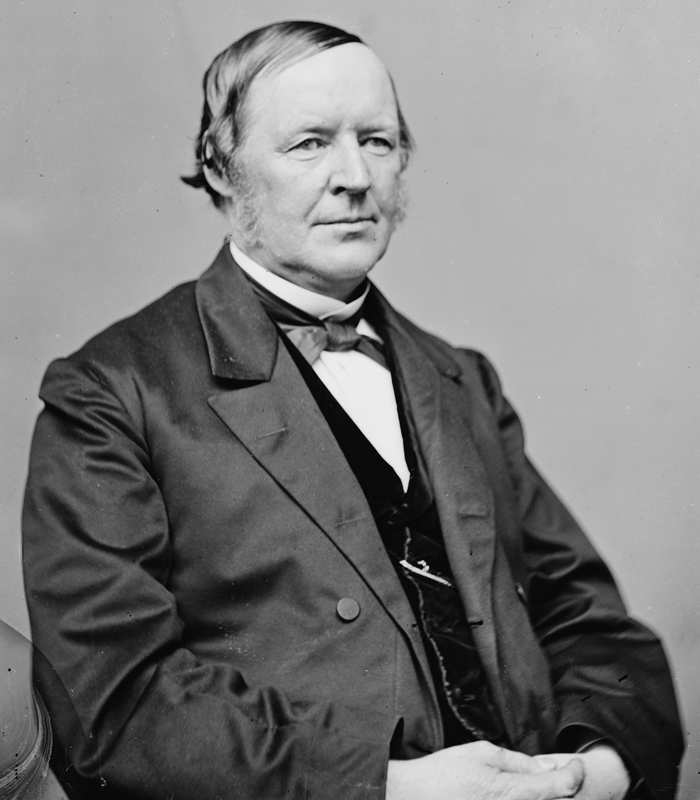
Hugh McCulloch

Hugh McCulloch (* 7. Dezember 1808 in Kennebunk (York County (Maine)); † 24. Mai 1895 in Prince George’s County) war ein US-amerikanischer Politiker und zweimaliger Finanzminister.

## Studium und berufliche Laufbahn
Nach der Ausbildung am Bowdoin College absolvierte er ein Studium der Rechtswissenschaften in Boston, das er 1833 abschloss. Nach der Zulassung zum Rechtsanwalt eröffnete er eine Kanzlei in Fort Wayne (Indiana).
Zwei Jahre später wurde er Kassierer und Manager der Filiale der Old State Bank of Indiana in Fort Wayne. Anschließend war er von 1857 bis 1863 Präsident der New State Bank.

## Politische Laufbahn

### Erster Währungskontrolleur
Obwohl er ein Gegner des Nationalen Bankgesetzes (National Bank Act) von 1862 war, wurde er 1863 vom damaligen Finanzminister Salmon P. Chase zum ersten Kontrolleur der Währung (Comptroller of the Currency) ernannt, eine dem Finanzministerium unterstehende Behörde, die durch dieses Gesetz überhaupt erst geschaffen wurde. Während seiner fast zweijährigen Amtszeit als Währungskontrolleur wurden 868 nationale Banken zugelassen und keine Fehler offengelegt. Des Weiteren empfahl er umfangreiche Änderungen des Bankrechts, die nach dem daraus resultierenden Nationalen Bankgesetzes von 1864 später die Grundlage des Nationalbanksystems der USA war.

### Finanzminister unter den Präsidenten Lincoln und Johnson
Seine Arbeit als Comptroller war so erfolgreich, insbesondere auch wegen seines Einflusses auf bestehende Staatsbanken, dass ihn Präsident Abraham Lincoln nach seiner Wiederwahl am 9. März 1865 zu seinem Finanzminister ernannte. Dieses Amt behielt er auch nach der Ermordung Lincolns am 15. April 1865 unter dessen Nachfolger Andrew Johnson bis zum Ende der Amtszeit am 4. März 1869.
Gleich zu Beginn seiner Amtszeit sah er sich mit einer hohen Inflationsrate konfrontiert, da Lincolns Regierung zur Finanzierung des Bürgerkrieges von 1861 bis 1865 eine hohe Menge von Banknoten, so genannte Greenbacks, herausgab. Er forderte daher zur Bekämpfung der Inflation die Einziehung dieses Geldes und eine Rückkehr der Deckung des US-Dollar durch den so genannten Goldstandard. In seinem ersten Jahresbericht drängte er am 4. Dezember 1865 zur Rücknahme der legalen Ausgabe des Papiergeldes als Vorstufe der Rückkehr zum Münzgeld. Dies hätte jedoch zu einer Verknappung der Währung geführt und war außerdem unpopulär während des Wiederaufbaus in der Nachkriegszeit und der Eroberung des Wilden Westens. In den folgenden zwei Jahren wurde die Einziehung immer wieder neu geregelt und erbrachte nicht den von McCulloch gewünschten Erfolg. In seine Amtszeit fiel auch der Abbau der Staatsverschuldung und eine vorsichtige Wiedereinführung der Bundessteuern in den Südstaaten.
Nach seinem Ausscheiden aus dem Amt des Finanzministers ging er zunächst nach England und war dann von 1870 bis 1876 Partner einer Bank.

### Finanzminister unter Arthur
Nach einer mehrjährigen politischen Pause wurde er dann am 31. Oktober 1884 vom aus dem Amt scheidenden Präsidenten Chester A. Arthur zur erneuten Übernahme des Finanzministeriums gebeten. Er übte dieses Amt bis zum Ende von Arthurs Amtszeit am 7. März 1885 aus.
Während seiner knapp fünfmonatigen Amtszeit setzte er sich erneut für die Wiedereinführung der Währungsdeckung durch den Goldstandard ein und lehnte andererseits die Beibehaltung des Silberstandards vehement ab.
Nach seinem Rückzug aus dem politischen Leben verfasste er seine Memoiren unter dem Titel "Men and Measures of Half a Century" (New York City, 1888). Zum Zeitpunkt seines Todes war er das letzte lebende Kabinettsmitglied von Präsident Lincoln.